# Раба-Вижна
Раба-Вижна (пол. Raba Wyżna) — село в Польщі, у гміні Раба-Вижна Новотарзького повіту Малопольського воєводства.
Населення — 4330 осіб (2011).

## Демографія
Демографічна структура станом на 31 березня 2011 року:
|          | Загалом | Допрацездатний вік | Працездатний вік | Постпрацездатний вік |
| -------- | ------- | ------------------ | ---------------- | -------------------- |
| Чоловіки | 2126    | 526                | 1401             | 199                  |
| Жінки    | 2204    | 488                | 1323             | 393                  |
| Разом    | 4330    | 1014               | 2724             | 592                  |